# Антуан Руссель
Антуан Руссель (фр. Antoine Roussel; нар. 21 листопада 1989, Рубе) — французький хокеїст, крайній нападник. Грав за збірну команду Франції.

## Ігрова кар'єра
Хокейну кар'єру розпочав 2006 року перебравшись до Канади, де захищав кольори команди колежу з міста Лонгьой, а згодом чотири роки відіграв за клуб «Шікутімі Сагенес» (ГЮХЛК).
9 серпня 2010 Антуан уклав контракт з командою АХЛ «Провіденс Брюїнс» та відіграв за нього один сезон 2010–11 ще п'ятьматчів відіграв за «Редінг Роялс» (ХЛСУ).
«Брюїнс» по завершенні сезону на став продовжувати контракт з французом, який тренувався у літньому таборі «Ванкувер Канакс». Руссель уклав контракт з фарм-клубом «Канакс» «Чикаго Вулвс».
2 липня 2012 Антуан підписав контракт із «Даллас Старс». Протягом сезону 2012–2013 француз відіграв одночасно за «зірок» Далласа та фарм-клуб «Техас Старс». Наступний сезон Антуан відіграв повністю за «Даллас Старс». 22 липня 2014 «Старс» оголосили, що продовжили контракт з Антуаном на чотири роки на суму $8 мільйонів доларів.
18 лютого 2017 Руссель став автором першого хет-трику в матчі проти «Тампа-Бей Лайтнінг». Таким чином він став другим гравцем французького походження після Пола Макліна, який відзначився тричі в одній грі. На жаль цей сезон він не дограв через травму руки на початку березня.
Після шести сезонів у складі «зірок» Руссель став вільним агентом та 1 липня 2018 року підписав чотирирічний контракт з канадським клубом НХЛ «Ванкувер Канакс» на суму $12 мільйонів доларів. У сезоні 2018–19 Антуан встановив новий особистий рекорд 31 очко у регулярному чемпіонаті але 13 березня 2019 у грі проти «Нью-Йорк Рейнджерс» отримав травму коліна та завершив завчасно сезон. Через цю травму він пропустив перші два місяця сезону 2019–20. Повернувся до основного складу «Канакс» 3 грудня в переможній грі 5–2 проти «Оттава Сенаторс», причому француз відзначився двічі в цьому матчі.
23 липня 2021 року Антуана обміняли на гравців «Аризона Койотс» Олівера Екман-Ларссона та Конора Гарленда.
З 2012 гравець національної збірної команди Франції. За підсумками чемпіонату світу 2014 увійшов до команди усіх зірок обраних ЗМІ.

## Статистика

### Клубні виступи
| Сезон        | Клуб               | Ліга         | Регулярний сезон | Регулярний сезон | Регулярний сезон | Регулярний сезон | Регулярний сезон | Плей-оф | Плей-оф | Плей-оф | Плей-оф | Плей-оф |
| Сезон        | Клуб               | Ліга         | І                | Г                | П                | О                | ШХ               | І       | Г       | П       | О       | ШХ      |
| ------------ | ------------------ | ------------ | ---------------- | ---------------- | ---------------- | ---------------- | ---------------- | ------- | ------- | ------- | ------- | ------- |
| 2006–07      | Колеж Шарль-Лемойн | КЮХЛ         | 12               | 4                | 10               | 14               | 18               | —       | —       | —       | —       | —       |
| 2006–07      | «Шікутімі Сагенес» | ГЮХЛК        | 56               | 7                | 13               | 20               | 55               | 4       | 0       | 0       | 0       | 14      |
| 2007–08      | «Шікутімі Сагенес» | ГЮХЛК        | 70               | 13               | 24               | 37               | 121              | 5       | 0       | 4       | 4       | 29      |
| 2008–09      | «Шікутімі Сагенес» | ГЮХЛК        | 58               | 15               | 20               | 35               | 110              | 4       | 0       | 2       | 2       | 15      |
| 2009–10      | «Шікутімі Сагенес» | ГЮХЛК        | 68               | 24               | 23               | 47               | 131              | 7       | 4       | 5       | 9       | 10      |
| 2010–11      | «Провіденс Брюїнс» | АХЛ          | 42               | 1                | 7                | 8                | 88               | —       | —       | —       | —       | —       |
| 2010–11      | «Редінг Роялс»     | ХЛСУ         | 5                | 0                | 1                | 1                | 7                | 8       | 0       | 3       | 3       | 14      |
| 2011–12      | «Чикаго Вулвс»     | АХЛ          | 61               | 4                | 5                | 9                | 177              | 2       | 0       | 0       | 0       | 6       |
| 2012–13      | «Техас Старс»      | АХЛ          | 43               | 8                | 11               | 19               | 107              | —       | —       | —       | —       | —       |
| 2012–13      | «Даллас Старс»     | НХЛ          | 39               | 7                | 7                | 14               | 85               | —       | —       | —       | —       | —       |
| 2013–14      | «Даллас Старс»     | НХЛ          | 81               | 14               | 15               | 29               | 209              | 6       | 0       | 3       | 3       | 27      |
| 2014–15      | «Даллас Старс»     | НХЛ          | 80               | 13               | 12               | 25               | 148              | —       | —       | —       | —       | —       |
| 2015–16      | «Даллас Старс»     | НХЛ          | 80               | 13               | 16               | 29               | 123              | 13      | 2       | 0       | 2       | 16      |
| 2016–17      | «Даллас Старс»     | НХЛ          | 60               | 12               | 15               | 27               | 115              | —       | —       | —       | —       | —       |
| 2017–18      | «Даллас Старс»     | НХЛ          | 73               | 5                | 12               | 17               | 126              | —       | —       | —       | —       | —       |
| 2018–19      | «Ванкувер Канакс»  | НХЛ          | 65               | 9                | 22               | 31               | 118              | —       | —       | —       | —       | —       |
| 2019–20      | «Ванкувер Канакс»  | НХЛ          | 41               | 7                | 6                | 13               | 43               |         |         |         |         |         |
| 2019–20      | «Ютіка Кометс»     | АХЛ          | 2                | 0                | 1                | 1                | 4                | —       | —       | —       | —       | —       |
| 2020–21      | «Ванкувер Канакс»  | НХЛ          | 35               | 1                | 3                | 4                | 37               | —       | —       | —       | —       | —       |
| 2021–22      | «Аризона Койотс»   | НХЛ          | 53               | 4                | 4                | 8                | 59               | —       | —       | —       | —       | —       |
| Усього в НХЛ | Усього в НХЛ       | Усього в НХЛ | 607              | 85               | 112              | 197              | 1,063            | 36      | 4       | 5       | 9       | 89      |

### Збірна
| Рік                | Команда            | Турнір             | Місце              |    | І  | Г  | П  | О  | ШХ |
| ------------------ | ------------------ | ------------------ | ------------------ | -- | -- | -- | -- | -- | -- |
| 2006               | Франція            | ЮЧС18-D1           | 18-е               | 5  | 0  | 1  | 1  | 8  |    |
| 2009               | Франція            | МЧС-D1             | 15-е               | 5  | 6  | 2  | 8  | 2  |    |
| 2012               | Франція            | ЧС                 | 9-е                | 7  | 1  | 2  | 3  | 6  |    |
| 2013               | Франція            | ЧС                 | 13-е               | 7  | 2  | 1  | 3  | 10 |    |
| 2014               | Франція            | ЧС                 | 8-е                | 8  | 6  | 5  | 11 | 16 |    |
| 2015               | Франція            | ЧС                 | 12-е               | 7  | 0  | 2  | 2  | 34 |    |
| 2017               | Франція            | ЧС                 | 9-е                | 7  | 6  | 2  | 8  | 18 |    |
| Молодіжна збірна   | Молодіжна збірна   | Молодіжна збірна   | Молодіжна збірна   | 10 | 6  | 3  | 9  | 10 |    |
| Національна збірна | Національна збірна | Національна збірна | Національна збірна | 36 | 16 | 11 | 27 | 84 |    |